# Hespérie tropicale à damier
Pyrgus oileus
Espèce
L’Hespérie tropicale à damier (Pyrgus oileus) est une espèce de lépidoptères (papillons) de la famille des Hesperiidae, de la sous-famille des Pyrginae et du genre Pyrgus.
Cette espèce vit exclusivement en Amérique.